# 白雪公主与青蛙王子
《白雪公主与青蛙王子》是1996年由中国上海美术电影制片厂与曼·杜尼约克制片公司合作出品的一部动画电影（剪纸美术片），根据《格林童话》中的“白雪公主”与“青蛙王子”联合改编，全长约80分钟。

## 故事内容
在一个寒冷的雪冬，一个王国的皇后因生下白雪公主而去世了，从此这位可怜的小公主就这样跟着父王一天又一天地长大了……国王为了能使自己的女儿得到母爱，而新取了位皇后做小白雪公主的继母，这位新皇后是位十分美丽的女人，但却让小公主感到的是从她身上得不到母爱，觉得她更增添了几分神秘与冷酷。一天深夜，小公主突然听到屋外的走廊传来神秘的脚步声，小公主既好奇又害怕，她带上母亲临终前送给她的护身玉镯，跟着脚步前去探个究竟，可令她没想到的是那个神秘的脚步声是皇后发出的，他紧跟皇后来到了一个大门前，皇后施法打开了大门，去到魔镜面前，让魔镜告诉她谁是世界上最美丽的女人……小公主在门外一切都看在眼里，她被她所看到景象给吓坏了，她终于知道原来她的继母竟是一位魔女。皇后突然发现门外有人，便急忙出去查看，此时小公主已经跑回自己屋里睡下，皇后慌忙来到白雪公主房内看小公主已睡，才放下心来……
小公主渐渐长大成人了，皇后通过魔镜得知白雪公主是世上最美的女人，因此皇后嫉妒她的美丽而决定将白雪公主赶出宫廷，她施法将一位王子变成一只青蛙，不知情的白雪公主见青蛙十分可怜，便收养了它，皇后借此机会在国王面前嫁祸白雪公主是魔女，国王无奈只好将自己的女儿给赶出了皇宫……
白雪公主在小青蛙的陪伴下，在大森林中与许多动物朋友一同快乐地生活着，可是皇后并没有放弃对白雪公主的迫害，他派遣刺客去森林中刺杀白雪公主，最终刺客都被白雪公主的真诚与善良所打动，放弃了对白雪公主的伤害。白雪公主意识到皇后不会就此罢手，她带着小青蛙逃出了大森林，来到了小矮人的家里，并与他们成为了好朋友。皇后通过魔镜得知了白雪公主的下落，她亲自出马屡次三番的置白雪公主于死地，白雪公主最终因吃下皇后的毒苹果而倒地不醒……幸亏小青蛙及时拿到了白雪公主母亲送给她的玉镯而使白雪公主喉中的毒苹果给吐了出来，白雪公主顿时醒了过来，白雪公主非常感激小青蛙便给了他一吻，令她意想不到的是小青蛙瞬间变成了一位英俊的王子，便向白雪公主求婚……两人便决定会到皇宫揭穿皇后的真实面目。
皇后高兴地回到了皇宫，魔镜告诉她白雪公主依然是这个世界上最美丽的女人，皇后听到这里气急败坏的现出了巫婆的原本面貌，并砸毁了魔镜，骑着扫帚逃出了皇宫。此时国王见状才发现自己原来上当了，便骑马前去寻找女儿……最终父女得以团圆。夕阳下，白雪公主与王子的亲吻正好被皇后撞见，气坏了的皇后不慎撞山跌落悬崖而死。

## 主创人员
- 出品：上海美术电影制片厂、曼·杜尼约克制片公司
- 出品人：盛重庆、曼·杜尼约克
- 编剧：凌纾
- 总导演：钱运达
- 导演：沈如东、伍仲文
- 造型设计、作画监督：孙能子
- 造型设计：王晓明
- 动作设计、造型设计：吴云初
- 背景设计、导演：龚金福
- 摄影：朱毓平、钱金熙
- 动作设计：周旭东、肖刚、浦泳、朱淑琴、徐宇怀、姜菊芬、龚汉良、李建国
- 绘景：沈政良、段小西、朱行和、沈同春
- 制作设计：岳慧敏
- 绘制：毛琨、支仰泰、虞爱珍（见习）
- 制作：姜雯、叶莉芳、包婷、包志芳
- 置景：严菊琴
- 剪辑：莫普忠
- 录音：虞妙英、张培溶（助理）
- 拟音：白伟民、陈黎明（助理）
- 配音导演：韦启昌
- 作曲：郑方
- 演奏：上海广播交响乐团
- 指挥：王永吉
- 制片主任：郑慧敏
- 制片人：姚佩芬
- 监制：曼·杜尼约克、金国平
- 协助拍摄：中国电影合作制片公司